# CMF design
CMF (acronimo di Colori, Materiali, Finiture) indica un'area progettuale del disegno industriale che lavora sull'identità cromatica, tattile e decorativa dei prodotti e degli ambienti. La definizione è stata coniata nel 1980 dal designer italiano Clino T. Castelli in occasione del progetto di rinnovamento delle gamme di colori, materiali e finiture dei sistemi d'arredamento e dei mobili per ufficio prodotti dalla società americana Herman Miller. I principi del CMF design derivavano da un precedente progetto del 1979 per il marchio automobilistico Lancia, della Fiat, sviluppato dalla Castelli Design. Da subito il CMF design si è affermato sui precedenti modelli di progettazione delle gamme cromatiche, definiti genericamente come Color design, Material design, etc.

## Caratteristiche
L'elemento più innovativo del CMF design consiste nell'operare nella logica del metaprogetto, ovvero nel pianificare simultaneamente l'identità di intere gamme di prodotti di un dato marchio (brand). Ciò rende possibile, ad esempio, l'adozione di un'unica Matrice Colori, invece che l'uso di cartelle colori distinte e predisposte di volta in volta per ciascuna linea di prodotto, come avveniva in precedenza. Un forte contributo allo sviluppo di questa visione progettuale è stato indotto dal proliferare, negli anni ottanta, di intere gamme di nuovi prodotti sistemici.
Molto spesso i prodotti di una marca sono concepiti da designer diversi che però, attraverso l'uso di manuali di CMF design realizzati ad hoc, possono relazionarsi tra loro per garantire un'identità univoca e coordinata dei prodotti. Questo modo di lavorare risulta vantaggioso per la scelta dei colori base dei prodotti sistemici, spesso di provenienza eterogenea o come nel caso dei prodotti OEM. Infatti, questi ultimi, anche se caratterizzati da forme diverse, grazie al CMF design possono essere connotati con i colori base o i materiali rappresentativi della marca. Poiché i manuali di CMF design e le Matrici Colori assumono un ruolo prescrittivo, i designer che li realizzano si occupano raramente anche della distribuzione applicativa dei colori, dei materiali e delle finiture sui singoli prodotti.

## Applicazioni
Oltre a un più agevole coordinamento e armonizzazione degli standard cromatici, il CMF design permette di ottenere la massima variazione dell'identità del prodotto con il minimo impiego di risorse cromatiche, materiche e decorative. La sua adozione può dunque comportare una notevole semplificazione logistica, una consistente riduzione dei costi di sviluppo e stoccaggio di materie prime semilavorate, come per esempio i granuli di materia plastica già finalizzati cromaticamente. Di conseguenza migliora anche la sostenibilità di molti cicli produttivi industriali, nei quali l'impiego di energie per la caratterizzazione cromatica ed emozionale dei prodotti sono tra i più rilevanti.
Fin dalle origini, la natura aperta del CMF design ha favorito anche l'adozione di tecniche di re-design "soft" dei prodotti, basate sul rinnovo periodico dell'identità del prodotto senza toccare direttamente la forma, con intuibili e rilevanti vantaggi produttivi. Allo stesso modo esso permette di ottenere soluzioni capaci di allungare la vita utile di prodotti e di sistemi di prodotto altrimenti destinati a una inesorabile obsolescenza emozionale. L'affermazione internazionale della pratica del CMF design ha permesso ai temi emozionali dell'identità del prodotto di non essere più solo appannaggio di settori quali la moda o lo styling, rette dalle regole del marketing, mantenendo così i temi stessi all'interno della “cultura del progetto”.